# Аме но Футікома
Аме но Футікома (яп. 天乃斑駒) — містичний кінь з колекції японського фольклору, відомої як Хроніки Японії або Ніхон Сьокі (яп. 日本書紀). В міфології на коні Аме но Футікома їздив бог Сусаноо